# Джонгсонг
Джонгсонг (Джонгсанг Ри, Jongsong Peak, Jongsang Ri) (7420 м) — высокая вершина района Джанак , в центральной части Гималаев, высокий пик в 20 км к северу от Канченджанги (8586 м). Расположен на тройственном стыке границ Тибета, Непала и Сиккима. Джонгсонг является 57 по высоте вершиной мира, но совершенно теряется на фоне близко расположенного гигантского массива Канченджанги. Джонгсонг Ри считается довольно лёгким для восхождения высоким семитысячником, из-за довольно простых, легко просматриваемых путей подъёма и некрутых склонов.
Со времени первого своего покорения в 1930 году экспедицией Гюнтера Оскара Диренфурта, до первовосхождения на Камет (7756 м) в 1931 году, Джонгсонг являлся высочайшей покорённой вершиной в мире.